# Kvemo Tskaro
Kvemo Tskaro (en georgiano: ქვემო წყარო; en armenio: Ներքին Ծղարո) o Tsmashta (en abjasio: Џьмашҭа) es una aldea que pertenece a la parcialmente reconocida República de Abjasia, parte del distrito de Gulripshi, aunque de iure pertenece al municipio de Gulripshi de la República Autónoma de Abjasia de Georgia.

## Toponimia
Hasta el 3 de septiembre de 1948, la aldea se denominaba Kvemo Lemsa (en georgiano: ქვემო ლემსა).

## Geografía
Kvemo Tskaro se encuentra en las estribaciones de los montes de Abjasia, en el curso bajo del río Kodori. La aldea se encuentra a 22 km de Gulripshi y se administra desde el pueblo de Tsebelda. 

## Demografía
La evolución demográfica de Kvemo Tskaro entre 1959 y 1989 fue la siguiente:
| 161                                                 | 99 |
| (Fuente: Population of Abkhazia since Soviet times) |    |

Antes de la guerra de Abjasia, la mayoría de la población local eran armenios.